# Vaatvliesmelanoom
Vaatvliesmelanoom is een melanoom van het vaatvlies van het oog en is de meestoptredende tumor aldaar.  Vaatvliesmelanoom geeft in het beginstadium nog geen verlies van het gezichtsvermogen en wordt bijvoorbeeld weleens tijdens een (routine)onderzoek met de oftalmoscoop ontdekt.  
Zolang de tumor niet te groot is kan deze met behoud van het oog en het gezichtsvermogen met behulp van laser of implantatie van radioactief materiaal onschadelijk gemaakt worden. In geval van een grotere tumor moet het oog verwijderd worden om uitzaaiingen te voorkomen. Onbehandeld zal een vaatvliesmelanoom de dood tot gevolg hebben; melanomen behoren tot de beruchtste kwaadaardige tumoren. 